# Roman Franta

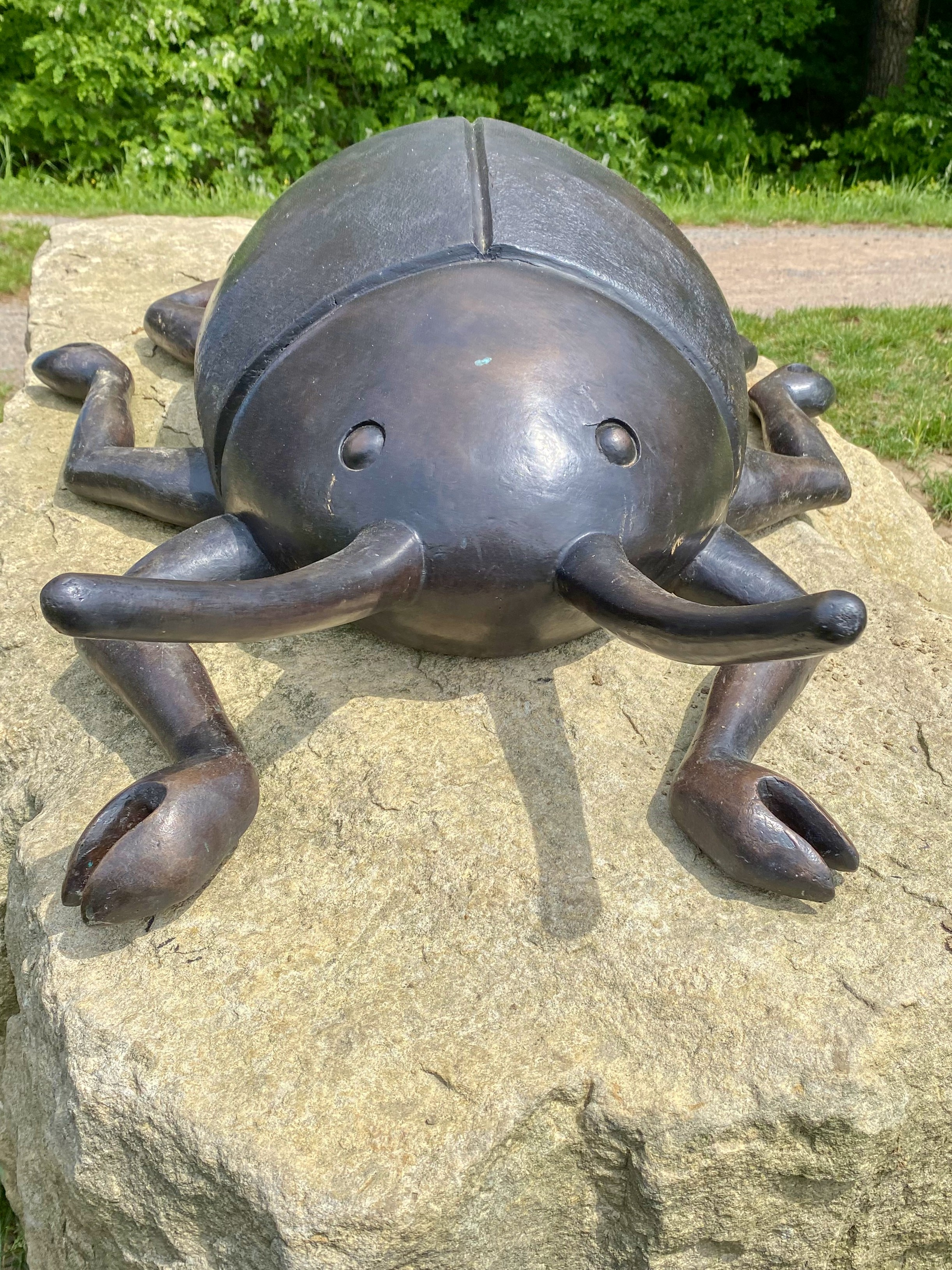
Socha brouka u Počernického rybníka

Roman Franta (* 3. srpna 1962 Tábor) je český malíř, docent Akademie výtvarných umění v Praze. Působí také na soukromé vysoké škole Art & Design Institut.

## Život a dílo
Roman Franta je absolventem Akademie výtvarných umění v Praze (prof. Bedřich Dlouhý, prof. Aleš Veselý) a San Francisco Art Institute (1993–1994). Do širšího diváckého povědomí vstoupil sérií hmyzích obrazů, za kterou byl v roce 1997 nominován na Cenu Jindřicha Chalupeckého a o rok dříve obdržel 1. cenu za malbu v Evropské soutěži SBC v Londýně.
Je zastoupen v mnoha soukromých i veřejných sbírkách (Národní galerie v Praze, Alšova jihočeská galerie Hluboká n./Vltavou, Muzeum umění Olomouc, GASK Kutná Hora, Galerie Klatovy/Klenová, Galerie umění Karlovy Vary, Městská galerie Kubus, Hannover, Swiss Bank Coorporation Foundation, Londýn). Vystavuje doma i v zahraničí.

## Výstavy

### Samostatné výstavy – výběr
- 1993 185 Clara, (+S.Boyd), San Francisco, USA
- 1994 Galerie Trojanowska, Nature Symbols, S. F., USA
  - Galerie Fronta, Narušování, Praha
  - Národní dům, Narušování, Praha
- 1995 Galerie Behémót, (+T.Mašín), Malba I., Praha
  - Dům umění, Tataku, České Budějovice
  - Galerie Západočeské univerzity, Tataku, Plzeň
- 1996 Galerie Behémót, Tataku, Praha
- 1997 Galerie Genia Loci, Čí jsou dějiny umění?, Praha
  - The Humboldt Arts C., Breaking The Barriers, Eureka, USA
- 1998 Galerie Sýpka, 3xMalba, (+M. Mainer,  Kokolia), O. Bitýška
  - Galerie Raiffeisen, Natur, Praha
- 1999 Galerie ASM, Natura post mortem, Brémy, SRN
  - Galerie Pintner, Acryl auf Leinwand, Frankfurt n. Moh., SRN
- 2000 Dům umění, „Franta Hayek“, České Budějovice
  - Galerie Caesar, 1. jakost, Olomouc
  - Galerie U Bílého jednorožce, Obrazy 1996–2000, Klatovy
- 2001 Galerie Jáma 10, Naše dítě, (+Petrbok), Ostrava
  - Galerie Millennium, Přelet, Praha
  - Dům umění, Nic, Ostrava
- 2002  Galerie F. Jeneweina, Obrazy – Rej, Kutná Hora
  - LKV Lademoen, Blue-White-Red, Trondheim, Norsko
- 2003 Galerie Černý pavouk, Naplaveniny, Ostrava
- 2004  Alšova Jihočeská gal., Wortnerův dům, Brouk v ruce, Č. Budějovice
- 2005  Galerie Brno, Vaškova proměna, Brno
  - Vision Centre, Podivný svět brouků…, EUSA, Cork, Irsko
- 2006  Galerie Havelka, Zahrady, Praha
- 2007  Galerie Beseda, Čím víc, tím líp…, Ostrava
- 2008  Galerie Indigo/Gambit, Linkin Park, Praha
  - Galerie Peron, GRAND SLAM, Praha
- 2009  Galerie Havelka, P-ZOO, Praha
- 2010 Galerie Nová síň, B.B. (k)now, Praha
  - Galerie Michal’s Collections, Nešikovný cenzor B.B., Praha
  - Galerie U radnice, OPEN-Bůh je v detailu, Tábor
- 2011 Národní muzeum, České muzeum hudby, Beatles na plátně, Praha
- 2012 Galerie Vltavín, Black Bug Double Show, Praha
  - Rabasova galerie, Vitamínová smrt, Rakovník
  - Galerie UFFO, Co nám zbývá, Trutnov
- 2013 Výstavní síň Sokolská 26, Soukromá zátiší, Ostrava
  - Windows Gallery, Freudovy sny, České centrum, Vídeň
  - Velvyslanectví ČR, Soukromá zátiší 2, Vídeň
  - Michal’s Collections, Barbora a ctnostné neřesti, Praha
- 2014 Spektrum, Láska je tak trochu zvědavost, Sezimovo Ústí II
  - Galerie Klenová, Jenom láska, Klenová/Klatovy
- 2015 Městská galerie Špejchar, Nostalgie, s L. Frantovou - foto, Chomutov
  - Galerie Prostor 228, Chtěl jsem být Indián a jsem Čech, Liberec
- 2016 Galerie U Betlémské kaple, Co je vpředu, nehledej vzadu, Praha
  - Galerie Mariánská, Das Ist Mein Land, České Budějovice
  - Galerie 4MAT, Zatím to jde, Tábor
- 2017 Galerie Středočeského kraje, Definice, Kutná Hora
  - Galerie Dolmen, Dotyky smyslů, Praha
- 2018 Galerie Činoherního studia, RIOT, Ústí nad Labem
- 2019 Regionální muzeum v Teplicích, Brouci a my, Teplice
  - Galerie Havelka, Rat Art, Praha
- 2020 Galerie Vltavín, Věrný, Praha
- 2021 Pasáž českého designu, Chci být indián, Praha
- Galerie Havelka, Story, Praha
- 2022 Galerie 1, GOOD WOOD, Praha
- Galerie XXL, Co se děje v zahradě, Hříškov u Loun
- Minigalerie Řehoře Samsy, Velká proměna, Praha
- 2023 Galerie Ve věži, Úsek fronty, Planá u Mariánských Lázní
- Dolní Počernice, Velký brouk z dolnopočernické Broukárny, socha ve veř. prost., Praha
- 2024 Galerie DON, BUCH, Tábor
- Galerie Vltavín, Nikdy nejsi sám, Praha
- 2025 IN Gallery, Věci života, Praha
- Galerie Prostor 228, Obrazy, keramika, výběr, Liberec

### Skupinové výstavy - výběr
- 1991 Tijdelijk Museum, Artparty, Nijmegen, Holandsko
- 1992 M+ Galerie, Istropolitana Project, Bratislava, SK
- 1993 Galerie SFAI, Obrazy, San Francisco, USA
- 1994 Galerie Trojanowska, Obrazy, San Francisco, USA
- 1995 Galerie Smith‘s, Evropská soutěž SBC, Londýn, UK
  - Galerie F. Jeneweina, Na hranici znaku, Kutná Hora
- 1996 Galerie Sýpka, Sklizeň I., Osová Bitýška
  - Bienále mladého umění, Dům U kamen. zvonu, Praha
- 1997 Galerie Elektráreň, Mladé české umění, Poprad, SK
  - Galerie Sýpka, Přírůstky, Osová Bitýška
  - Pražský hrad, Finalisté ceny J. Chalupeckého, Praha
- 1998 Universita Pasov, Litografie, Sigharting, SRN
  - Výstavní síň Mánes, 100 let MGM, Praha
  - Výstavní síň Mánes, Sklizeň II., Praha        
  - Galerie Sýpka, Veřeje, Osová Bitýška
- 1999 Výstavní síň Mánes, Neplánované spojení, Praha
  - Galerie Standard Bank, Labyrint, Johanesburg, JAR
  - II. Nový zlínský salón, Zlín
  - Galerie No D, Vidiny, Praha
- 2000 Galerie Barakk, Alles in Bewegung, Berlin, SRN
  - Palác Kinských, NG, Konec světa?, Praha
  - Alšova Jihočeská galerie, Současná minulost, Hluboká n.Vl.
  - Výstavní síň Mánes, Pravděpodobná malba, Praha
  - Mexico City, Česká grafika, Mexico
  - Galerie Kühn, Hmyz, Berlín, SRN
  - Galerie Caesar, 100, Olomouc
  - Galerie U Bílého jednorožce, Portrét 2000, Klatovy
- 2001 Galerie Vysočiny, Současná minulost, Jihlava
  - Galerie Emila Filly, Portrét, Ústí nad Labem
  - České centrum, Pravděpodobná malba, Berlín
  - 300 let českého dekor. um., měst. muzeum, Takasaki, Japonsko
  - Galerie Chromosome, …to flow to…, Berlín
  - Biennale současného umění, Florencie, Itálie
- 2002 Galerie F. Jeneweina, Nové přírůstky sbírek 1996 –2001, K. Hora
  - Muzeum Brežice, Galerie 2, Pedagogové AVU Praha, Slovinsko
- 2003  Umělecko-průmyslové muzeum, Prostor pro tapiserii, Brno
  - Muzeum umění, Česká malba, Benešov
  - Galerie V. Špály, 281 m², Praha
  - Galerie kritiků, Aqua Art, Palác Adria, Praha
  - Národní galerie, Nejmladší, Veletržní palác, Praha
  - Jízdárna Pražského hradu, Perfect Tense – Malba dnes, Praha
- 2004 Art Factory Gallery, Tento měsíc menstruuji, Praha
  - Galerie XXL, Hlavy, (Matoušek, Pastrnák, Špaňhel), Louny
  - Wortnerův dům, AJG, Škola monument. tvorby prof. A. Veselého, Č. Bud.
  - Kubus, Das Vertraute im Unbekannten, Česká malba, Hannover, SRN
- 2005 Galerie výtvarného umění, Ze sbírek galerie F. Jeneweina, Ostrava
  - IV. Nový zlínský salón, Krajská galerie, Zlín
  - Mezinárodní bienále současného umění, Národní galerie, Praha
- 2006 Palác Am Festungsgraben, „AMOR VINCIT OMNIA 1, Berlín
  - Hotel Mariandl, Projekt – Zimmer frei, Mnichov, SRN
  - Dům umění, Absolventi prof. A. Veselého, Opava
- 2007 Výstavní síň Mánes, Nová trpělivost, Praha
  - Galerie Ecoart, Fauna/Flóra, Vídeň
  - Art Fair, Karlsruhe
- 2008 Alšova Jihočeská galerie, Ze sbírek po r. 1990, Hluboká n./Vl.
  - Galerie Klatovy/Klenová, Motiv houby v současném výtvarném umění,
  - Galerie Benedikta Rejta, Neprodané obrazy, Louny
  - Alšova Jihočeská galerie, Autoportrét, Hluboká n./Vl.
  - Art Prague, Galerie Indigo Space, Praha
  - Mezinárodní trienále současného umění, Národní galerie, Praha
  - Transfer, White Box, Mnichov, Německo
  - Aeronále 2008, letiště Ruzyně, Terminál 2, Praha
  - Galerie moderního umění, Autoportrét, Hradec Králové
- 2009 Dům pánů z Kunštátu, Transfer, Brno
  - Český dům, Transfer, New York, USA
  - Galerie Dolmen, Aperto!, Praha
  - Výstaviště Brno, Art Fair, Galerie Linbeck a  ArtPro, Brno
- 2011 Artinbox Gallery, Láska je slepá, sex je jinde, Praha
  - České centrum, Autoportrét, Budapešť
  - Universita Zlín, Cenzurováno, Zlín
  - Ze sbírky AJG, Zámek Bechyně
- 2012 Czech Open 2012, Londýn, GB
  - Galerie u Bílého jednorožce, Originální a perspektivy, Klatovy
- 2013 Galerie Art In Box, Snění, Dreaming, Praha
  - Artinbox Gallery, Kdo lže, ten krade…, Praha
  - Galerie E. Filly, Minimální trvanlivost, Ústí nad Labem
  - Muzeum umění Olomouc, Století relativity, Olomouc
- 2014 Art Prague, Kafkův dům, galerie Vltavín, Ars kontakt
  - Století relativity, Muzeum umění, Olomouc
  - Polský institut, To co zbylo, Praha
- 2015 Zámek Valdštejn, Srdceráj, Litvínov
  - Galerie Vltavín, Accrochage s J. Načeradským +2, Praha
  - Galerie Caesar, Co zde sním a co zde vypiju, Olomouc
  - Bubec, Safari Art, Praha
- 2016 Galerie Orlovna, Memento Tiziani, Kroměříž
  - Galerie Felixe Jeneweina, Přírůstky, Kutná Hora
  - Galerie DOX, Sportu zdar, Praha
- 2017 Výstavní síň Mánes, Skol!, Praha
  - GASK, Stavy mysli/Za obrazem, Kutná Hora
- 2018 GASK, Stavy mysli/Za obrazem, Kutná Hora
  - Oblastní galerie, Skol!, Liberec
  - Clam-Gallasův palác, ART Prague, Praha
  - Muzejní a galerijní centrum zámek Žerotín, Factory Tour, Valašské Meziříčí
  - Landscape Festival, instalace a objekty, Rohanský ostrov, Praha
  - Ostrale, „ISMY“, workshop a výstava, Drážďany
  - Galerie Černá labuť, Factory Tour, Praha
- 2019 Poštovní muzeum v Praze, 6 pohlednic, Praha
- 2020 Dům pánů z Kunštátu, Šest pohlednic, Brno
  - Galerie Fasáda, Pohled do okna, Praha
  - Museum Montaneli, Tajemný kabinet profesora Beneše, Praha
  - 2021 Galerie Millennium, Hmyz, Praha
  - Galerie Ladislava Sutnara, Grafika roku 2020, Plzeň
  - Museum východních Čech, Umění pro císaře, Hradec Králové
  - Galerie Mona Lisa, Hmyz, Olomouc
  - Art Book Fair, Galerie hlavního městy Prahy, Trojský zámek, Praha
  - 30 let galerie Caesar, Olomouc          
  - Art Prague, Galerie Havelka, galerie Millennium, Praha
  - 2022 Galerie Vltavín, HMYZ, Praha
  - Galerie ARTinBOX, Florálie, Praha            
  - Landscape festival, Nákladové nádraží Žižkov, Praha            
  - ART TAKE AWAY, metro Muzeum, Praha
  - 2023 Galerie Klatovy / Klenová, Všechny květy světa, 10. léta 21. stol. Klenová
  - 2024 Galerie Felixe Jeneweina, Diametrální řez – Výběr ze sbírek, Kutná Hora
  - Galerie Portheimka, Rittstein/Franta a jejich žáci, Praha           
  - Galerie Point, Popis jednoho zápasu (Franz Kafka), Praha           
  - Galerie Gong, Grafika roku, Ostrava           
  - ART Prague, Calm Gallas Palace, Praha           
  - DOX Centrum současného umění, Šest pohlednic, Praha

Vystavuje od roku 1992 doma i v zahraničí, zúčastnil se vice než 130 společných výstav a uspořádal na 100 samostatných výstav.

## Ocenění
Jeho práce byly oceněny na několika mezinárodních soutěžích, v Londýně získal 1. cenu za malbu v Evropské soutěži vysokých uměleckých škol, 4. cenu na Bienále malby v Miláně. V roce 1997 byl nominován na Cenu Jindřicha Chalupeckého za cyklus velkoformátových maleb přírodních struktur a společenství brouků.

## 1993 Stipendium J. a M. Jelínek, Švýcarsko
- 1994 Open Society Fund, grant, Praha
- 1995 1. cena za malbu v Evropské soutěži SBC, Londýn
- 1996 Stipendium J. a M. Jelínek, Švýcarsko
- 1997 Sorosovo centrum současného umění, grant, Praha
  - Stipendium Zepter, USA
  - Finalista ceny J. Chalupeckého, Praha
- 2000 PRO Helvetia, grant, Praha
  - Ministerstvo kultury ČR, grant
- 2001 4. cena za malbu, Bienále současného umění, Florencie, Itálie
- 2002 Stipendium LKV, Trondheim, Norsko
- 2003 Cork Vision Centre, Enlargement Project, Irsko
- 2020 Nominace na Nejkrásnější českou knihu za rok 2019, RAT ART

### Zastoupení ve sbírkách
Zastoupen ve veřejných sbírkách:
- Národní galerie v Praze
- Alšova jihočeská galerie, Hluboká n./Vltavou
- Muzeum umění, Olomouc
- Galerie F. Jeneweina, Kutná Hora
- Nadace současného umění v Praze
- Městská galerie Kubus, Hanover, Německo
- Galerie Behémót, Praha
- Galerie Klatovy / Klenová
- Muzeum umění a designu v Benešově
- GASK, Galerie Středočeského kraje, Kutná Hora

Soukromé sbírky, výběr:
- Swiss bank Corporation Foundation – Londýn, Velká Británie
- Nadace J. a M. Jelínek, Švýcarsko
- Mattoni Karlovarské minerální vody a. s., Karlovy Vary
- Raiffeisen stav. Spořitelna, Praha

SRN, Kanada, Norsko, USA, Velká Británie, Švýcarsko, Francie, Portugalsko, Japonsko
Je zastoupen v mnoha soukromých a státních sbírkách doma i v zahraničí.